# Яншихово-Норваші
Янши́хово-Норваші́ (рос. Яншихово-Норваши, чув. Енĕш Нăрваш) — село у складі Янтіковського району Чувашії, Росія. Адміністративний центр Яншихово-Норваського сільського поселення.
Населення — 1241 особа (2010; 1470 у 2002).
Національний склад:
- чуваші — 98 %